# Barcode of Life Data System
Barcode of Life Data System (comunemente noto come BOLD o BOLD Systems) è un archivio di sequenze geniche specificamente dedicato alla codifica a barre del DNA (DNA barcoding). Fornisce inoltre una piattaforma online per l'analisi di tali sequenze. Al 2020, BOLD conteneva la codifica univoca delle sequenze di DNA riferibili a 544,925 specie.